# Лука (евангелист)
Вижте пояснителната страница за други личности с името Лука.
Евангелист Лука (на гръцки: Λουκᾶς; на латински: Lucas) е един от 70-те апостоли и автор на третото от четирите канонични Евангелия (Евангелие от Лука). Той е лекар и приятел на апостол Павел. Смята се, че е грък по произход, родом от Антиохия (град в Древна Сирия, днешна Турция), от ненабожно семейство. Предание твърди, че апостол Лука е бил увлечен от живописта и че за първи път е нарисувал иконите на Иисус Христос, Света Богородица и на апостолите Петър и Павел. Тези икони стават пример и модел на всички по-късни икони, тъй като апостол Лука се смята за основоположник на християнската иконопис.
Праща апостол Павел на втора и трета мисионерска мисия от Филипи до Рим. След смъртта на апостол Павел започва да проповядва Евангелието в Италия, Далмация, Македония и други римски провинции. Според предание апостолската мисия на Лука продължава 84 години, когато го залавят идолопоклонници и го обесват на маслиново дърво в град Тива, главен град на гръцката област Беотия.
Свети Лука е написал третото евангелие (според реда в Новия завет), а именно Евангелието от Лука, и Деяния на апостолите.
Българската православна църква слави Свети апостол и евангелист Лука на 18 октомври.